# Natchitoches
Natchitoches é uma cidade localizada no estado americano de Luisiana, na Paróquia de Natchitoches. A cidade é conhecida por ser o local do acidente aéreo que vitimou o cantor Jim Croce em 20 de setembro de 1973.

## Demografia
Segundo o censo americano de 2000, a sua população era de 17.865 habitantes.
Em 2006, foi estimada uma população de 17.730, um decréscimo de 135 (-0.8%).

## Geografia
De acordo com o United States Census Bureau tem uma área de
65,0 km², dos quais 55,8 km² cobertos por terra e 9,2 km² cobertos por água.

## Localidades na vizinhança
O diagrama seguinte representa as localidades num raio de 20 km ao redor de Natchitoches.